# Spooner
Spooner is een plaats (city) in de Amerikaanse staat Wisconsin, en valt bestuurlijk gezien onder Washburn County.

## Demografie
Bij de volkstelling in 2000 werd het aantal inwoners vastgesteld op 2653. In 2006 is het aantal inwoners door het United States Census Bureau geschat op 2587, een daling van 66 (-2,5%).

## Geografie
Volgens het United States Census Bureau beslaat de plaats een oppervlakte van 8,0 km², waarvan 7,8 km² land en 0,2 km² water. Spooner ligt op ongeveer 332 m boven zeeniveau.

## Plaatsen in de nabije omgeving
De onderstaande figuur toont nabijgelegen plaatsen in een straal van 36 km rond Spooner.